# Zátkova vila (České Budějovice)
Zátkova vila v Českých Budějovicích se nachází na Husově třídě u soutoku Mlýnské stoky a Vltavy. V roce 1932 si ji nechal postavit Miroslav Zátka. Funkcionalistická vila byla zapsána v roce 1988 do seznamu kulturních památek ČR.

## Historie
Pozemek původně patřil k domu U Zelené ratolesti, který nechal postavit Tadeáš Lanna v roce 1821. V roce 1895 prodal dům i s pozemky jeho vnuk Vojtěch Lanna mladší společnosti Kotva. Od společnosti Kotva zakoupil tento rohový pozemek v roce 1909 Dobroslav Zátka s úmyslem stavby rodinné vily. Ke stavbě vily však přistoupil až Miroslav Zátka v roce 1932. Stavěla ji firma Bratří Petrášových podle projektu, který vypracovali architekti Josef Šlégl a Jaroslav Stránský. Po druhé světové válce sloužila vila se zahradou jako mateřská škola. Po r. 1990 byla MŠ zrušena, Zátkovu vilu zakoupila soukromá obchodní společnost, která objekt v roce 1993 opravila a zřídila si zde své reprezentativní sídlo.

## Popis

### Vila
Dvoupatrová stavba má složité členění, projevující se na svislých prvcích fasády a výrazných římsách. Na jižním průčelí je vchod s markýzou a zídkou. Celá vila je v několika úrovních propojen terasami se zahradou. Na západní straně vede na terasu třístupňové schodiště. Na severozápadním nároží je terasa s pergolou. Severní strana má terasu stupňovanou dvěma stupni a vede na ni schodiště od východu. Všechny terasy jsou dlážděné kamenem. Celá kompozice funkcionalistické vily je ovlivněna holandským neoplasticismem.
V interiéru se dochovaly například původní schody s trubkovým zábradlím, některé původní dveře s kováním nebo dřevěný obklad schodiště.

### Zahrada
Zátkova vila je situována zhruba uprostřed pozemku o velikosti 0,4 hektaru. Zahrada je na západní a severní straně ohraničená kovovým plotem na kamenné podezdívce, která je při pohledu z vily zakrytá živým plotem. Kromě živého plotu odděluje Zátkovu vilu od ulic ještě řada vzrostlých stromů. V jihozápadním rohu zahrady stojí čtvercové odpočívadlo s lavicí otevřené směrem k vile. Na východní straně se pod vyhlídkovými okny rozprostírá malá lichoběžníková parterová louka lemovaná po obvodu několika osamoceně stojícími dřevinami, z nichž jednou je i vzácný šácholan kobus.